# Nowosiołowskij (obwód kurski)
Nowosiołowskij (ros. Новосёловский) – osiedle typu wiejskiego w zachodniej Rosji, w sielsowiecie lebiażenskim rejonu kurskiego w obwodzie kurskim.

## Geografia
Miejscowość położona jest 4,5 km od centrum administracyjnego sielsowietu (Czeriomuszki), 10 km na południowy wschód od Kurska, 6 km od trasy europejskiej E38 (Ukraina – Rosja – Kazachstan).
W osiedlu znajdują się ulice: Sadowaja i Tienistaja (31 posesji).
Klimat
Miejscowość, jak i cały rejon, znajduje się w strefie klimatu kontynentalnego z łagodnym ciepłym latem i równomiernie rozłożonymi opadami rocznymi (Dfb w klasyfikacji klimatów Köppena).

## Demografia
W 2010 r. osiedle zamieszkiwały 103 osoby.